# Pagamea plicata
Pagamea plicata är en måreväxtart som beskrevs av Richard Spruce och George Bentham. Pagamea plicata ingår i släktet Pagamea och familjen måreväxter.

## Underarter
Arten delas in i följande underarter:
- P. p. glabrescens
- P. p. plicata